# Kasteel Rivieren

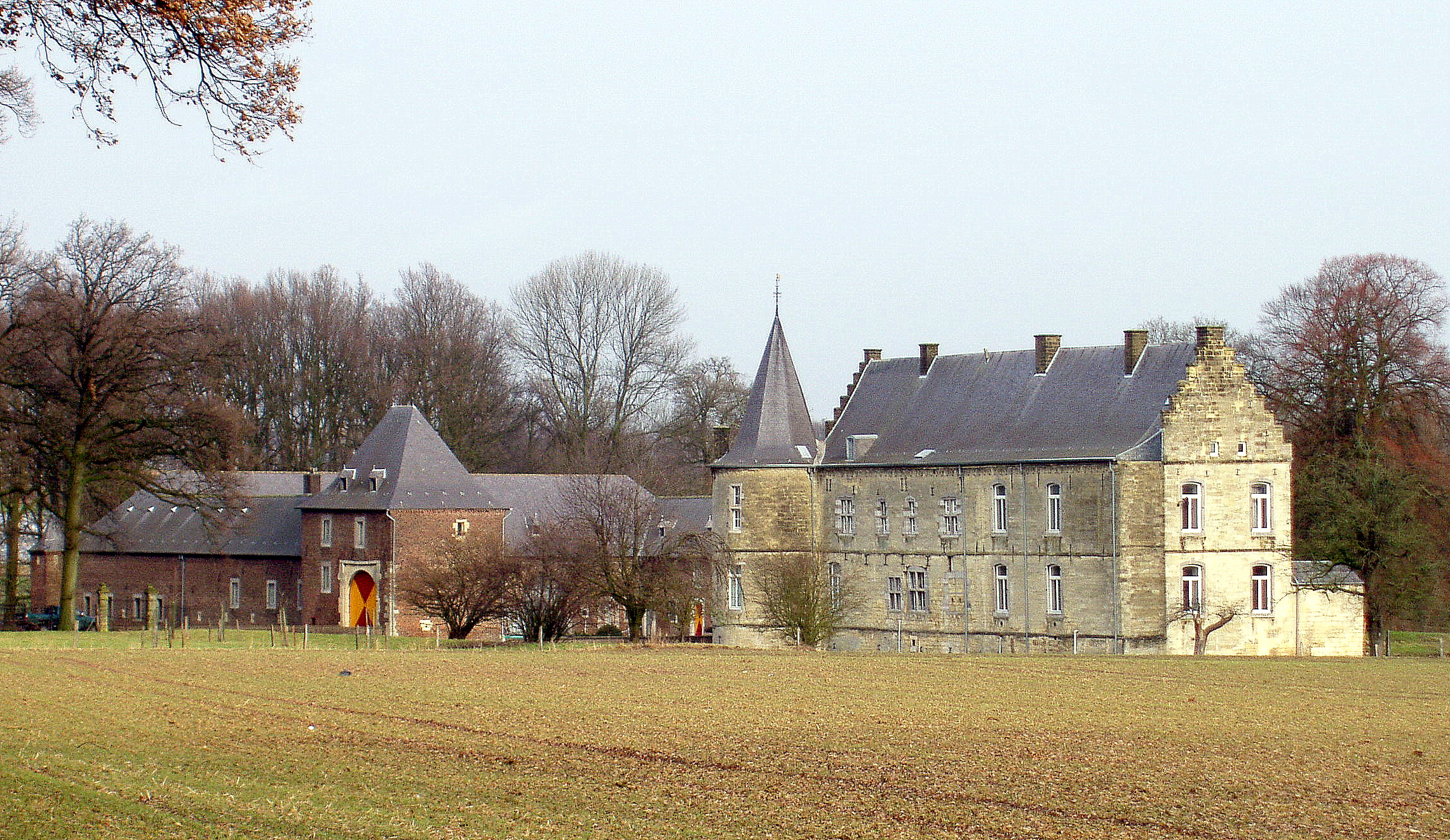
Schloss Rivieren

Das Kasteel Rivieren (deutsch: Schloss Rivieren; weitere Bezeichnungen: Ter Vieren / Retersbeek / Ter Veere) ist ein Wasserschloss im Ort Klimmen in der Gemeinde Voerendaal bei Heerlen in der niederländischen Provinz Limburg. Es ist neben Cortenbach, Haeren und Puth eines von vier Schlössern in der Gemeinde und liegt am Ufer des Retersbeek (Retersbach). Die heutigen Bestandsgebäude stammen aus dem 16. und 18. Jahrhundert und stehen seit 2002 unter Denkmalschutz.

## Geschichte
Am Ort des späteren Schlosses wurde bereits um 1364 ein Gebäudeensemble erwähnt, das von der adeligen Familie van der Vieren/Vyeren, auch Tervieren und später Rivieren genannt, als Außenstelle für die im Kloster St. Gerlach bei Houthem lebenden Prämonstratenserinnen, die sich dort zu jener Zeit noch Norbertinerinnen genannt hatten, erbaut worden sein soll und von der die Anlage ihren späteren Namen erhalten hatte. Als Bewohnerin aus den Anfangsjahren belegt ist Catharina van Rivieren, Priorin des Klosters St. Gerlach. Rund hundert Jahre später folgt in den Annalen ein gewisser Ghysbert van der Vyeren, der um 1444 als letztes Mitglied der Familie Rivieren, in deren Besitz sich dieses Kasteel befunden hatte, aufgeführt ist, wobei ungeklärt bleibt, wie lange die Immobilie selbst noch als Klostersitz gedient hatte. Nach ihm übernahm um 1466 Johann van der Cosselaer den Besitz, den zunächst seine Tochter Mynthen, verheiratet mit Arnold von Printhagen, und nach ihnen deren Schwiegersohn Gerhard Huyn van Amstenrade erbte. Dessen Sohn Caspar sowie dessen Sohn Gerhard († 1584) werden die Errichtung des neuen schlossartigen Herrenhauses, damals noch mit zwei Ecktürmen, auf den Fundamenten des Vorgängerbaus zugeschrieben, dessen Erstellung anhand von dendrologischen Untersuchungen des Holzwerks im Dachstuhl um das Jahr 1538 vollzogen worden war.

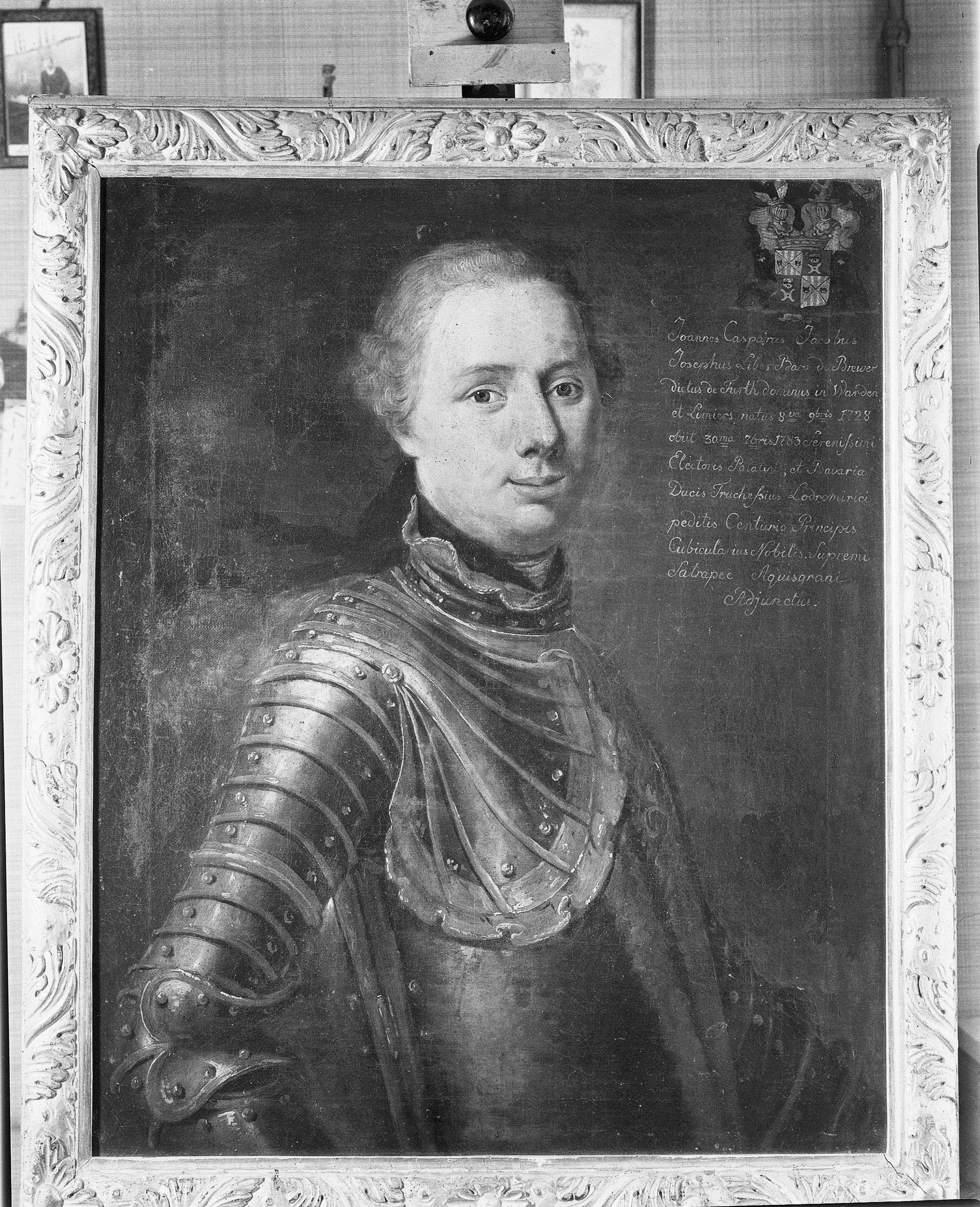
Johann Caspar von Fürth

Jahrzehnte später befand sich um 1663 Rivieren im Besitz der Familie von Eynatten, die das Anwesen 1686 dem langjährigen Aachener Bürgermeister Johann Albrecht Schrick verkaufte. Dieser vererbte den Besitz zunächst seinem Sohn Franz Wilhelm Schrick und nachdem dieser als Kanoniker in den Kirchendienst getreten war, seinem Schwiegersohn und ebenfalls mehrfachen Bürgermeister Franz von Fürth. Beide ließen zwischen 1719 und 1735 die dreiflügelige Vorburg als geräumigen Gutshof mit Wirtschaftsgebäuden errichten. Franz von Fürths Söhne Karl (1734–1803) und Johann Caspar von Fürth (1728–1783) führten um 1780 weitere umfangreiche Um- und Anbauten aus, ließen den Eingangsbereich und die Fensterrahmen erneuern, eine Brücke auf der Ostseite errichten und den Landschaftspark gestalten, sie veranlassten aber auch den Abriss des südwestlichen Rundturmes ohne Ersatz dafür zu schaffen.
Schloss Rivieren verblieb rund 200 Jahre bis Anfang des 20. Jahrhunderts im Besitz der Familie von Fürth und erst durch die Heirat von Hedwig von Fürth (1881–1965) mit Oskar Graf de Marchant et d’Ansembourgh (1882–1961) um 1910 kam Schloss Rivieren in die Hände der Familie de Marchant et d’Ansembourgh, in deren Besitz es sich nach wie vor befindet. Im Zweiten Weltkrieg wurde das Schloss zunächst von deutschen Besatzern als Feindesgut beschlagnahmt und erlitt durch die Bombenangriffe von 1944 leichte Schäden, die sich relativ schnell wieder beheben ließen. Bereits vor dem Krieg wie auch danach, als die Familie de Marchant et d’Ansembourgh ihren Besitz wieder übernehmen konnte, diente das Schloss zeitweilig als Jugendherberge und nach einer groß angelegten Restaurierung im Jahr 1970 als temporärer Ausstellungsraum für Kunstobjekte und exklusive Möbel. Die Vorburg wird dagegen vorwiegend landwirtschaftlich genutzt. Nach weiteren Sanierungen zur Jahrtausendwende wurde die gesamte Schlossanlage Rivieren unter Denkmalschutz gestellt.
In Erinnerung an die Besitzerfamilien Schrick und von Fürth befindet sich in den Torhäusern des Schlosses eine Gemäldesammlung mit 28 Ölporträts eines Großteils der Angehörigen und Anverwandten dieser beiden Familien. Darüber hinaus sind im Treppenhaus die Wappen der Familien Huyn van Amstenraedt (datiert 1641), van Gerssen (dat. 1643), von Gon (dat. 1715), von Schrick (dat. 1702 und 1786) und von Fürth (dat. 1698, 1773 und 1803) angebracht.

## Baucharakteristik

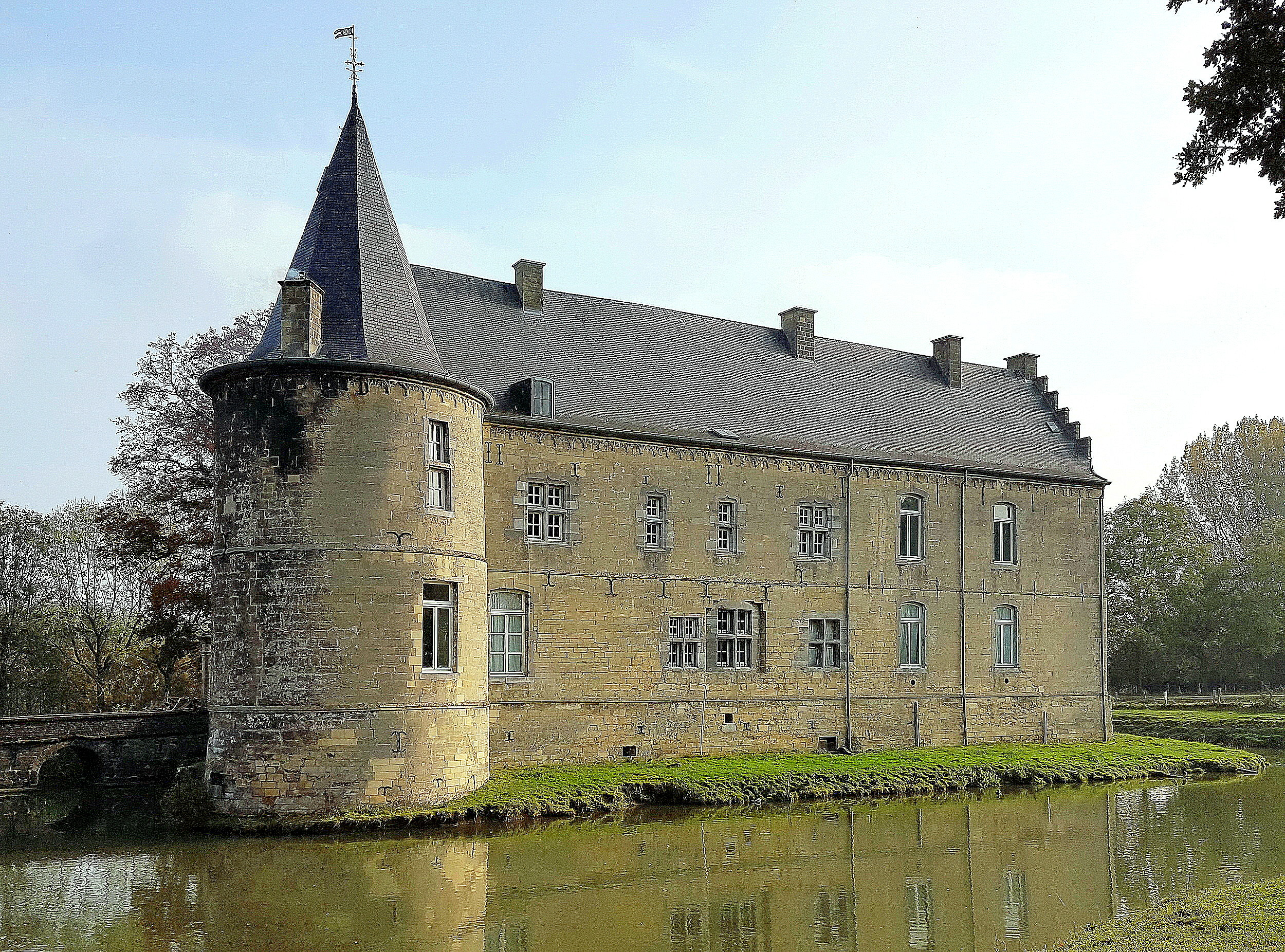
Herrenhaus

Das Herrenhaus von Schloss Rivieren ist ein rechteckiges zweigeschossiges von Norden nach Süden ausgerichtetes Gebäude mit unregelmäßigen zwei zu sechs Achsen. Es ruht auf einem hohen Keller mit Tonnengewölbe und sein Mauerwerk besteht mehrheitlich aus Mergelstein. Das Gebäude ist mit einem hohen Satteldach abgedeckt, das an seinen Kopfseiten von einem Treppengiebel begrenzt und von drei kurzen Kaminen durchstoßen wird sowie mit drei Dachgauben an der Ostseite und einer an der Westseite bestückt ist. Von den ehemals zwei Rundtürmen existiert nur noch der zweigeschossige Turm mit innerem Kuppelgewölbe an der nordwestlichen Ecke des Gebäudes, der mit einem hohen achteckigen Zeltdach abgedeckt ist, dessen Basis zur runden Form ausschwingt und aus dem ebenfalls ein kleiner Kamin herausragt. Auf dem Turm befindet sich eine Windfahne mit dem Schlangenkreuz aus dem Wappen der Familie Huyn van Amstenrade. Mit Ausnahme der Nordseite sind alle Fassaden direkt unter der Traufe mit einem spätgotischen Bogenfries geschmückt, der sich auch im Turm fortsetzt.
Der segmentbogenartige Haupteingang befindet sich in der dritten Achse von rechts an der Ostseite des Gebäudes. Über vier seitlich abgerundete Blausteinstufen erhebt sich die mit Blausteinrahmen eingefasste doppelflügelige Tür, über der ein schmiedeeisernes Oberlicht eingebaut ist. In dem darüber eingelassenen Keilstein ist die Jahreszahl 1780 eingraviert. Aus dem gleichen Jahr existiert an der südlichen Achse der Ostfassade noch ein kleiner eingeschossiger Anbau aus Mergelstein mit einem mit Schiefer gedeckten Mansarddach und Fenster- und Türrahmen aus glattem Stein.
In den Seitenfassaden zeigen sich zumeist hochrechteckige Segmentbogenfenster, die größtenteils bei den Sanierungsmaßnahmen von 1780 eingebaut worden waren und mit Blausteinrahmungen eingefasst sind, wobei in der Westfassade noch einige meist kleinere, teils quadratische Fenster mit Kreuz- und Zwischenschwellenrahmen und Natursteinrahmungen aus der ersten Bauphase im 16. Jahrhundert unter der Familie Huyn van Amstenrade erhalten geblieben sind. 
Im Inneren des Herrenhauses befinden sich noch Zeugnisse aus der Sanierungsphase von 1780, darunter eine Eichentreppe mit geschnitztem Baluster und einem Baldachin im Treppenhaus, jeweils im Louis-seize-Stil, sowie einfacher Stuck in Fluren und Zimmern, Segmentbogentüren mit ein- und ausschwenkbaren Paneelen, ein Nischenkamin mit einer Stuckschale und zwei gusseiserne Feuerstellen im Régencestil.

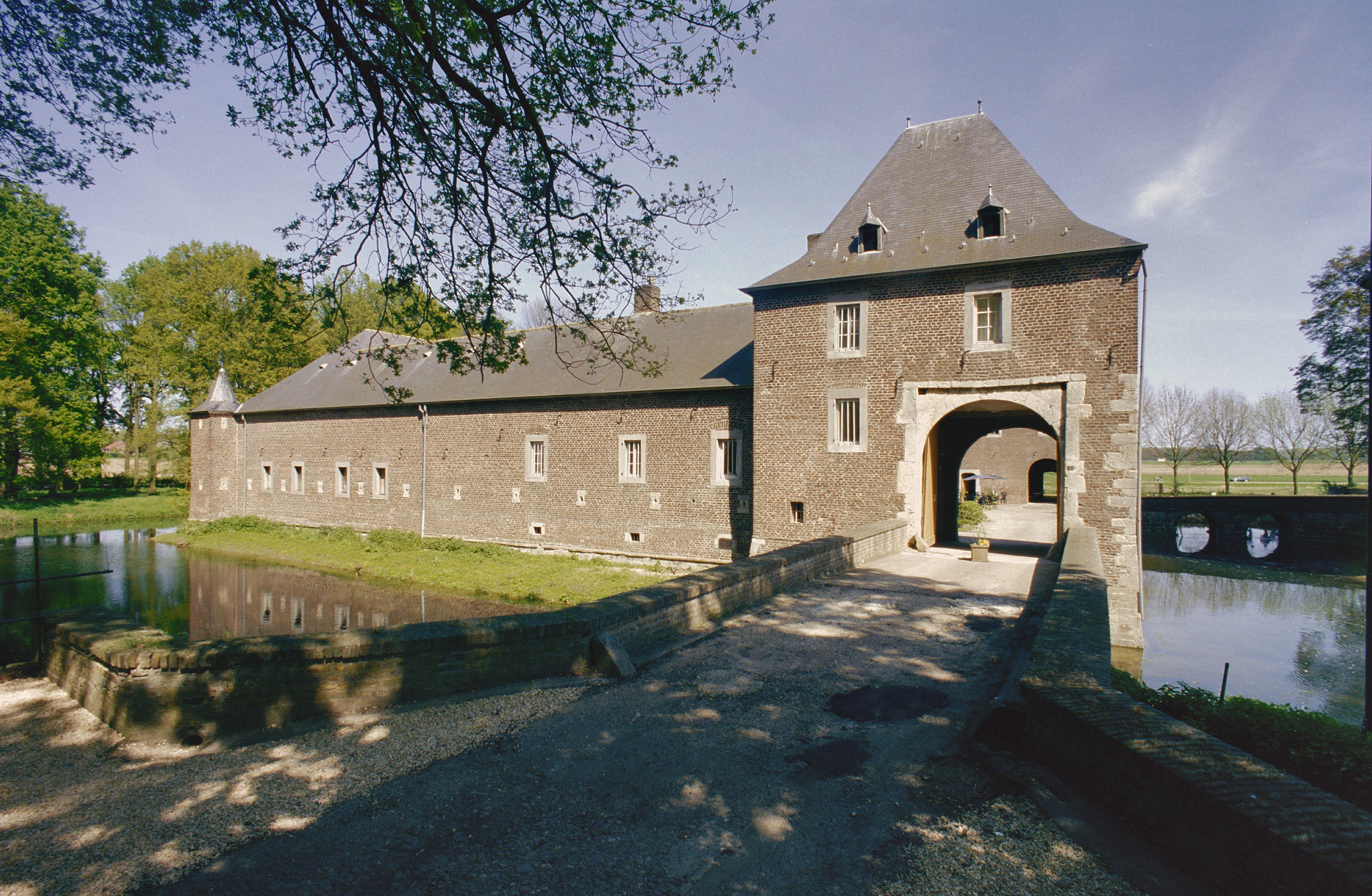
Vorburg mit westlicher Haupteinfahrt
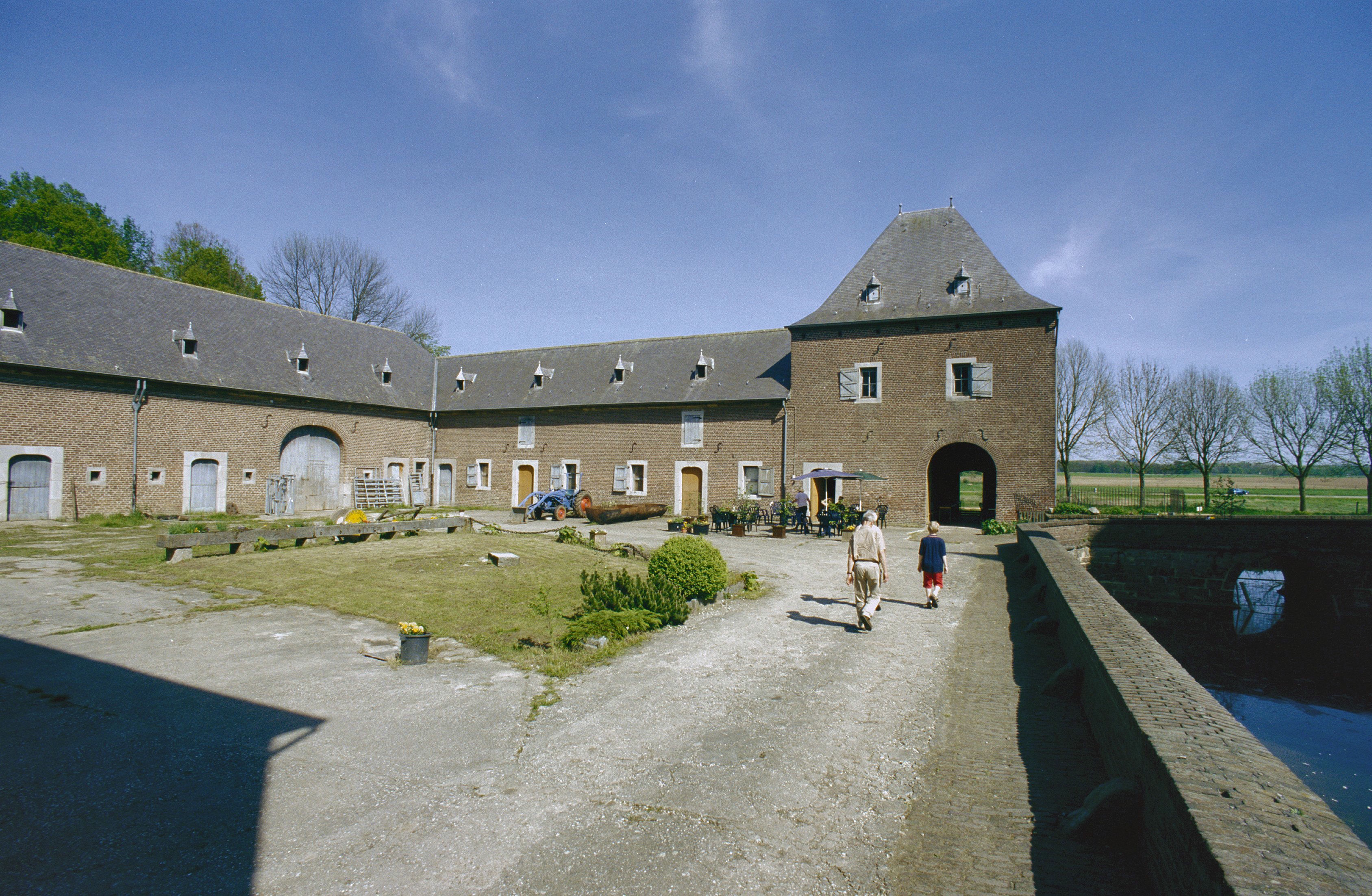
Innenhof der Vorburg

Die Anfang des 18. Jahrhunderts erbaute zum südlich gelegenen Herrenhaus hin offene dreiflügelige Vorburganlage besteht aus zwei kurzen zweigeschossigen Flügeltrakten mit erhöhten annähernd quadratischen zweiachsigen Torbauten an den vorderseitigen Flügelenden und einem eingeschossigen Wirtschaftstrakt als rückseitige nördliche Verbindung. Die symmetrisch gegliederten Gebäudetrakte sind in Ziegelsteinbauweise errichtet und mit Satteldächern abgedeckt, wogegen für die beiden Torbauten stark vorkragende Walmdächer verwendet wurden. Gleichmäßig über der Dachtraufe verteilt sind mehrere kleine Gaubenfenster mit kurzem Spitzdach eingebaut. Der rückseitige Wirtschaftsflügel ist durch zwei große rundbogige Toreinfahrten geprägt, die von kleineren segmentbogenartigen Eingängen flankiert werden, die ihrerseits mit einer kräftigen Blausteinrahmung mit geradem Sturz versehen sind. Im gleichen Stil sind in den als Wohntrakte genutzten Seitenflügeln die dortigen Eingänge gehalten, die seitlich und oberhalb von kleinen Rechteckfenstern mit Blausteinrahmungen flankiert und hofseitig allesamt mit Verschlägen versehen sind.
Die heute ebenfalls als Wohnungen genutzten Torhäuser stellen die Verbindung zwischen dem Hauptzufahrtsweg und dem Herrenhaus her. Dieser verläuft von der Hauptstraße mit dem Namen Retersbekerweg kommend über die erste Brücke durch das westliche Torhaus entlang des Innenhofes zum zweiten östlichen Torhaus, vor dem er rechts abbiegend über eine zweite Brücke das Herrenhaus erreicht. Dieses östliche Torhaus dient deshalb lediglich den symmetrischen Proportionen der Anlage und dessen Durchgang führt nur zum Uferbereich des Wassergrabens. Der äußere Rahmen des Westtors enthält noch Rollen von einer ehemaligen Zugbrücke sowie einen Türklopfer mit der Jahreszahl 1784.
Markant sind in beiden Torhäusern die großen rundbogigen Tordurchfahrten, die mit kräftigen hölzernen zweifarbigen Doppelflügeltüren verschlossen werden können. Lediglich das westliche als Haupteingang genutzte Tor ist mit einem kräftigen Blausteinrahmen in Zahnschnittfolge ausgestattet. Die Eingänge zu den Wohnungen in den Torhäusern liegen hofseitig neben der Tordurchfahrt und sind ebenso wie die beiden dortigen kleinen Rechteckfenster im Obergeschoss im gleichen Stil gehalten wie die Türen und Fenster in den Seitenflügeln. 
Die Brückenbauten sind in Ziegelsteinbauweise errichtet und besitzen jeweils zwei rundbogige Durchfahrten, die teilweise mit Blausteinsegmenten verstärkt sind. Die Fahrbahn auf der Brücke ist grabenseitig durch eine kleine hüfthohe Randmauer ebenfalls aus Ziegelsteinen abgesichert.
Rund um die beiden Schlossbauten verläuft ein breiter Wassergraben, der zudem als Forellenteich genutzt wird. Die schlossnahe Umgebung wird geprägt durch landwirtschaftlich genutzte Flächen sowie durch die Flussaue des Retersbeek mit dem zugehörigen lichten Auwald. 

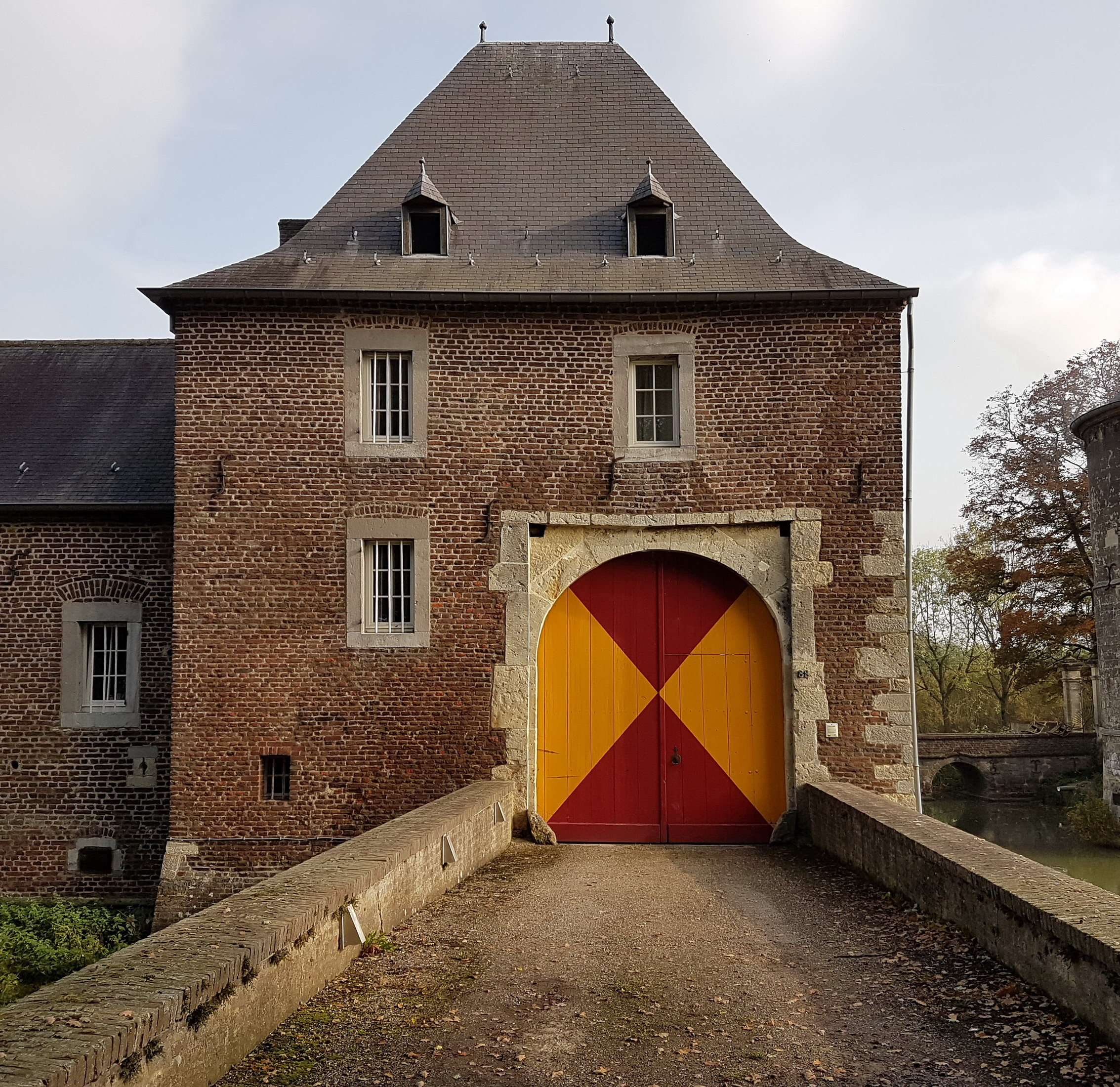
westl. Torhaus
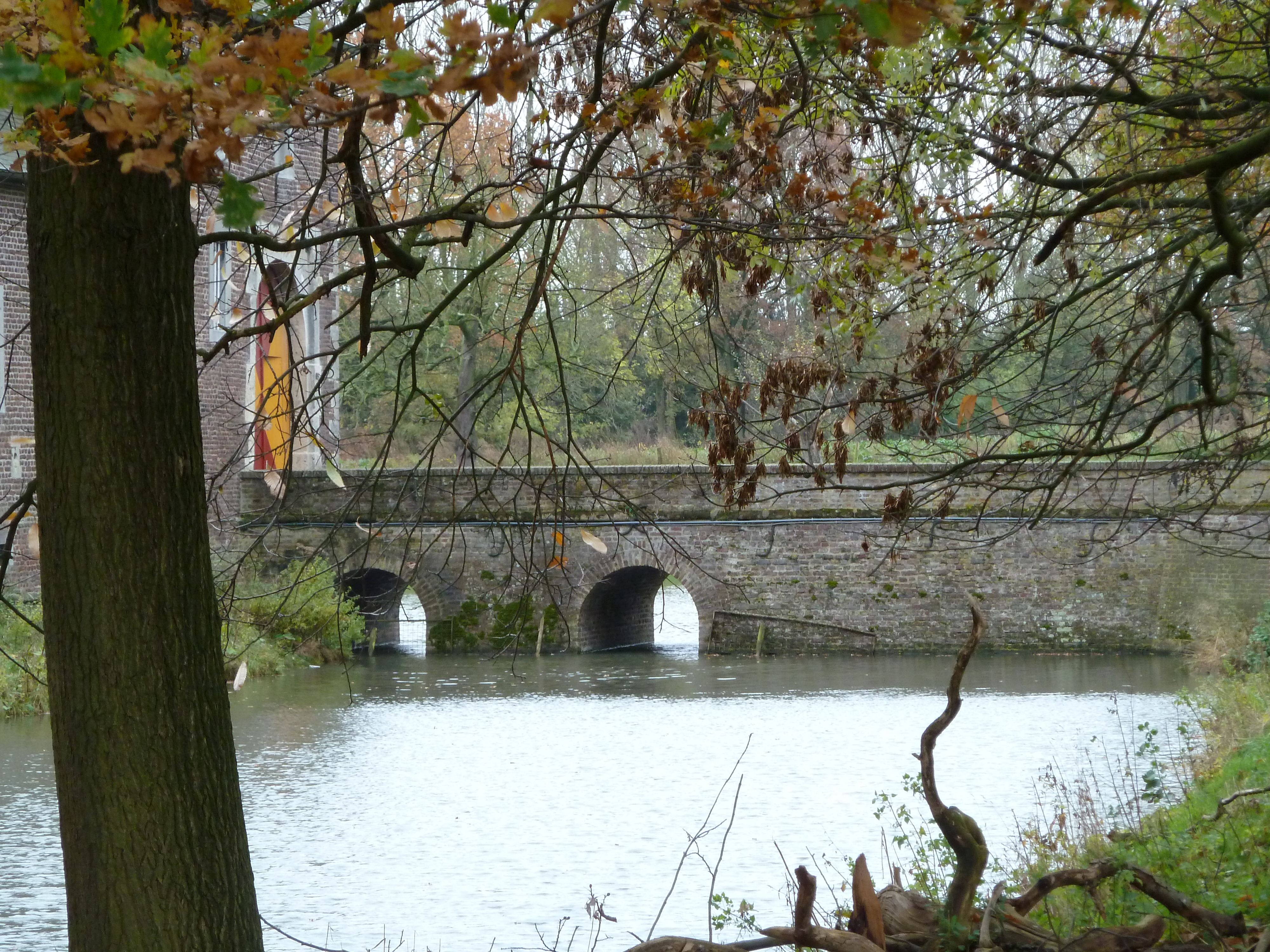
westl. Brücke zum Haupteingang
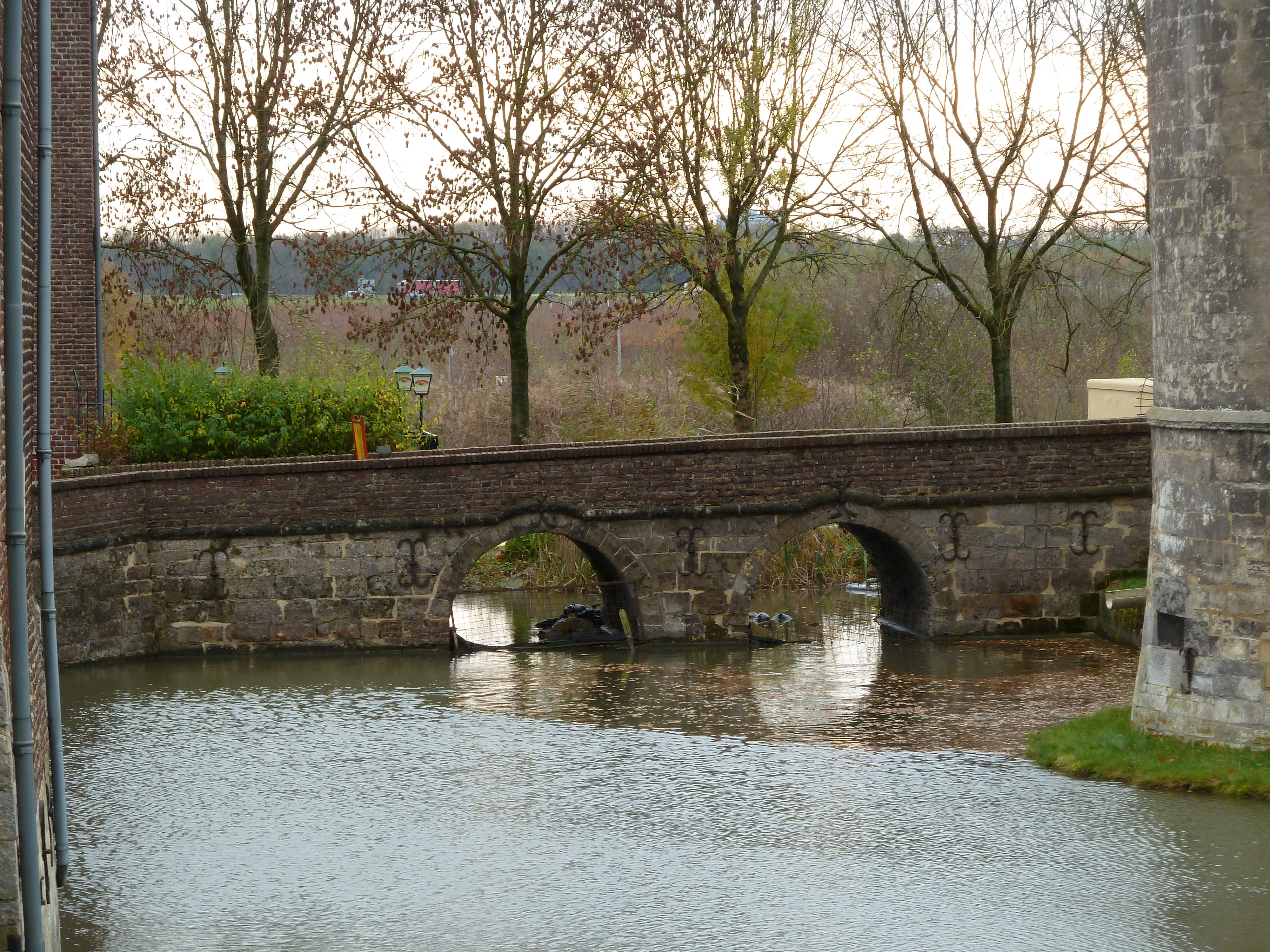
östl. Brücke zum Herrenhaus
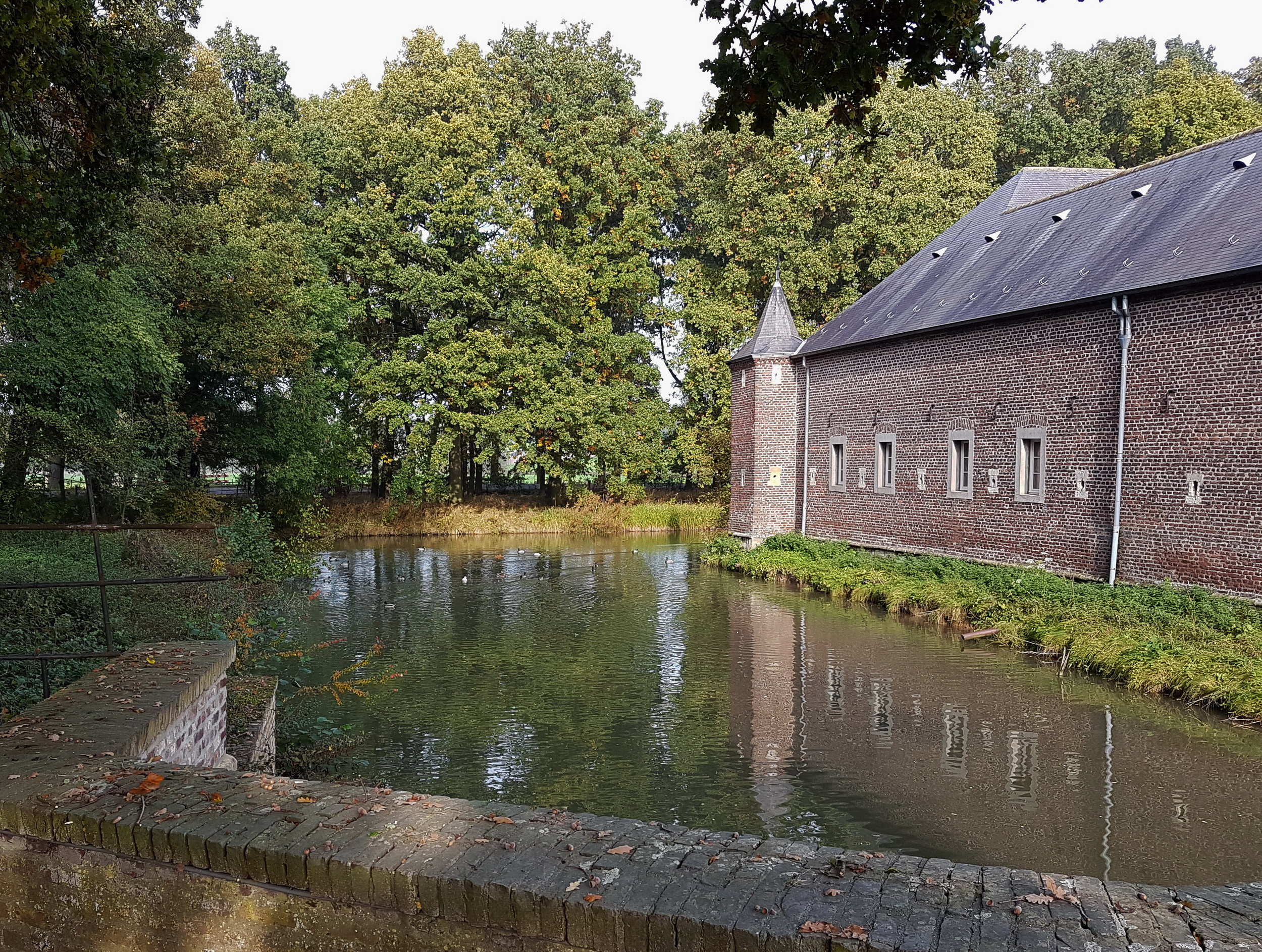
Wassergraben an der Vorburg
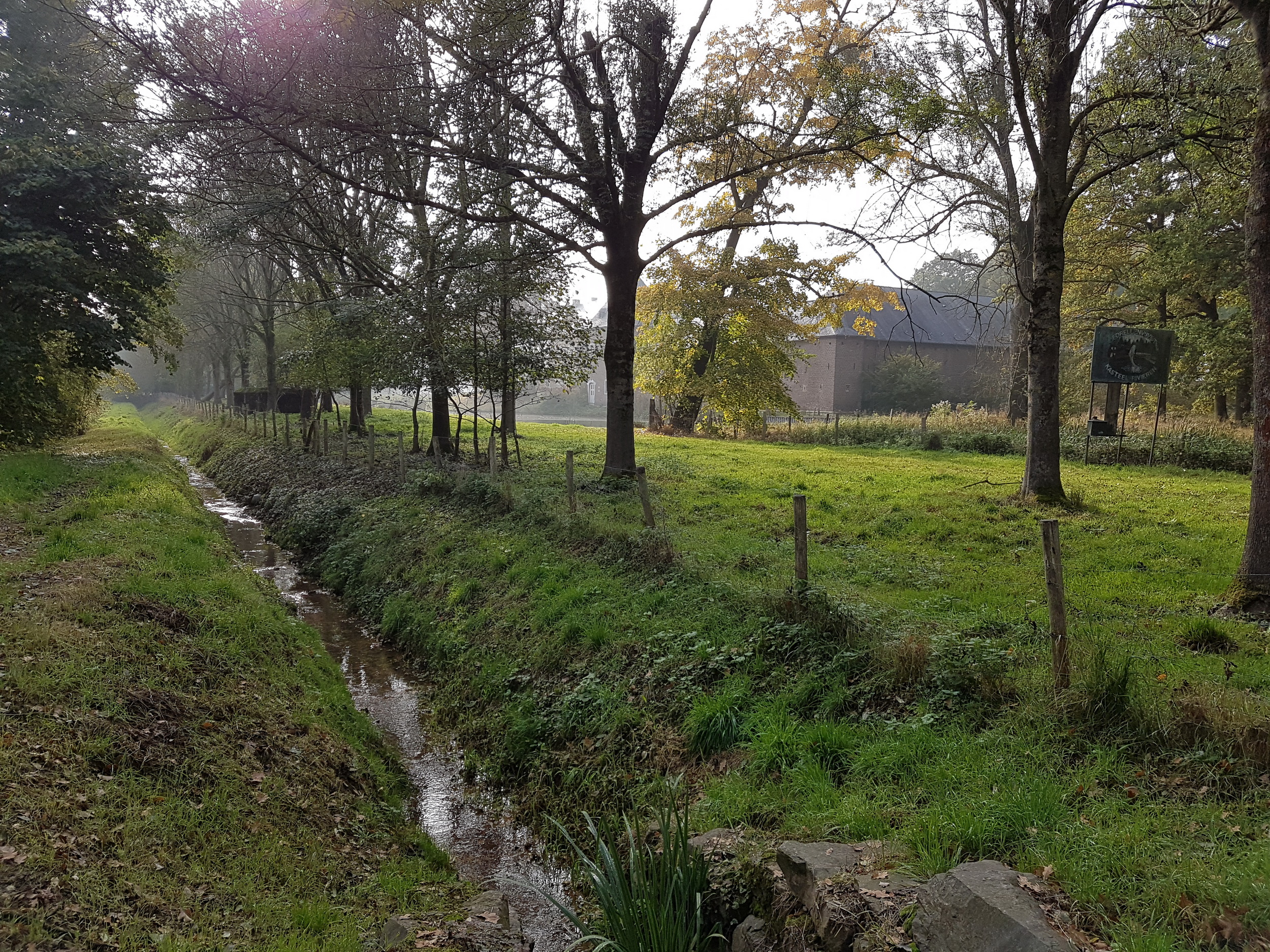
Auenlandschaft Retersbeek